# Anomala rubripes
Anomala rubripes är en skalbaggsart som beskrevs av Lin 1996. Anomala rubripes ingår i släktet Anomala och familjen Rutelidae. Utöver nominatformen finns också underarten A. r. virescens.